# بير ويند
بير ويند (بالدنماركية: Per Wind)‏ هو مجدف دنماركي، ولد في 16 أكتوبر 1947.

## وصلات خارجية
- بير ويند على موقع الاتحاد الدولي للتجديف (الإنجليزية)
- بير ويند على موقع اللجنة الأولمبية الدولية (الإنجليزية)
- بير ويند على موقع أوليمبيديا (الإنجليزية)